# Rožice
Rožice so naselje v Občini Hrpelje  - Kozina.